# Léon Letsch
Léon Letsch (ur. 23 maja 1927 w Mamer) – luksemburski piłkarz, reprezentant kraju, olimpijczyk.
Brał udział w igrzyskach w Helsinkach. W ojczyźnie był zawodnikiem zespołu Spora Luksemburg. Sięgnął z nim po krajowe mistrzostwo w 1949, 1956 i 1961. Grał również we francuskim klubie CO Roubaix-Tourcoing, w latach 1950–1953. W reprezentacji Luksemburga debiutował 4 maja 1947 i do 1961 rozegrał 53 spotkania, strzelając 10 bramek i w niektórych pełniąc funkcję kapitana drużyny. W większości tych spotkań rywalami Luksemburga były kadry B.